# Кінематограф Ірану
Кінематограф Ірану (перс. سینمای ایران) — розділ кінематографу, присвячений фільмам з цієї країни.

## Історія

### Німе кіно
Піонером перської кінематографа вважається Мірза Ібрагім-хан (1874-1915), відомий під ім'ям Аккас Баші (akkās bāshi — букв. «головний фотограф»), офіційний фотограф Мозафереддін-шаха. На камеру «Гомон», придбану в 1900 році під час візиту шаха в Європу, Аккас Баші зняв фестиваль квітів у Остенде, левів шахського зоопарку Фарахабада і процесію в день ашури в Тегерані. Ці перші іранські фільми сьогодні втрачені.
У листопаді 1904 року Мірза Ібрагім-хан Саххафбаші відкрив в Тегерані перший кінотеатр, в якому демонструвалися короткі комедії або 10-хвилинні хроніки, отримані як правило з Одеси або Ростова-на-Дону. До початку 1930-х років в Ірані діяло близько 30 кінотеатрів, більше половини з яких — у столиці.
У 1925-26 роках свої фільми про Конституційну Асамблею (Majles-e Mo'assessān) і коронації Реза-шаха знімав Хан Баба Мотазеді (1892-1986). У цих німих фільмах Мотазеді вперше вводить у вжиток титри на фарсі. До цього німі фільми супроводжувалися мовним коментарем людини, яка сиділа в залі кінотеатру.

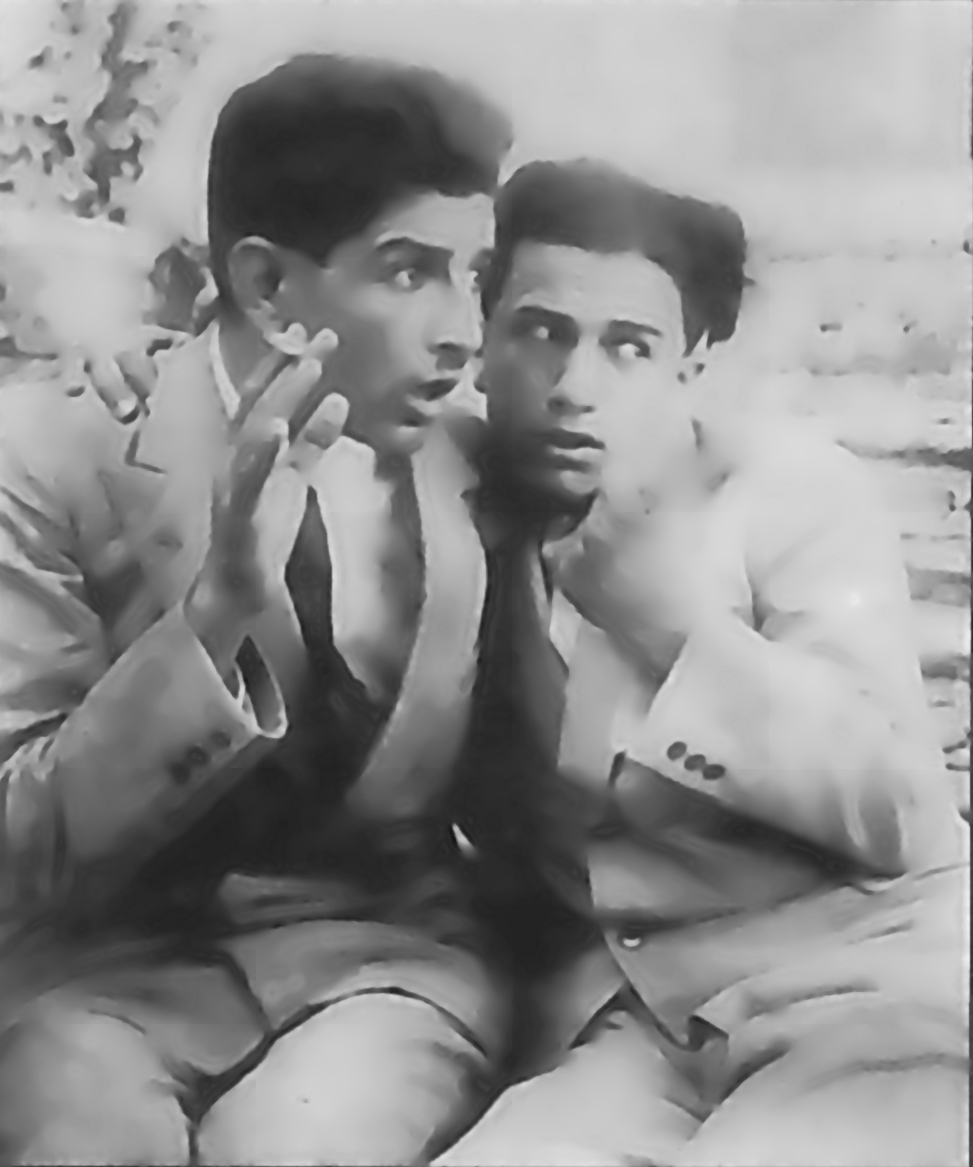
Голам Алі Сохрабі та Мохаммад Заррабі у фільмі Абі і Рабі Ованеса Оганяна, 1930

В ці ж роки першу кінематографічну школу в Тегерані (Parvarešgāh-e ārtīstī-e sīnemā) відкриває Ованес Оганян (1901-1961), який отримав кінематографічну освіту в Москві. У 1931 році Оганян знімає першу іранську повнометражну ігрову картину «Абі і Рабі» (Ābi o rābi), комедію, ремейк данської серії фільмів з Гаральдом Мадсеном і Карлом Шенстремом в головних ролях. Ролі у фільмі самого Оганяна грають його студенти. Другий фільм Оганяна «Хаджі Ага, кіноактор» (Ḥājī Āqā āktor-e sīnemā), знятий в 1934 році, теж був комедією і цікавим пейзажами Тегерана того часу, інтер'єрами і костюмами. Однак повторити комерційний успіх «Абі і Рабі» він не зміг багато в чому через те, що двома з половиною місяцями раніше вийшов перший перський звуковий фільм «Дівчина-лурка» (Doḵtar-e Lor).

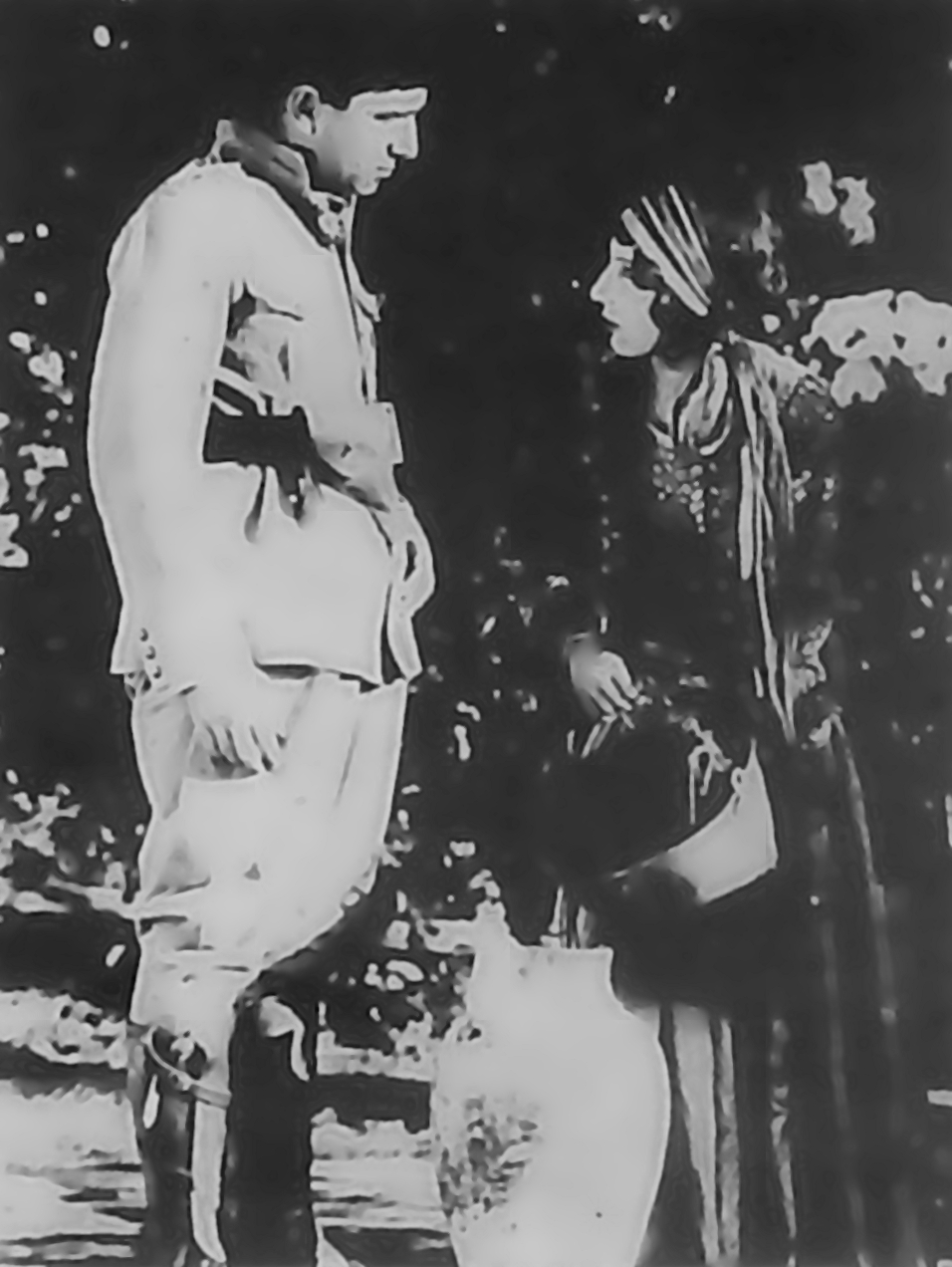
Седігех Самінежад і Абдольхоссейн Сепанта в першому фільмі іранською мовою Дівчина-лурка, реж. Ардешір Ірані, 1933.

Ще одним піонером перського кіно є Ібрагім Мораді (1896-1977), який почав свою кінематографічну кар'єру з роботи на кіностудії «Межрабпомфильм». По приїзді в Персію у 1930 році він спробував зняти фільм «Братська помста» (Enteqām-e barādar), але не зміг його закінчити. Тоді він вступив до тегеранської школи Оганяна і в 1934 році разом з іншими студентами зняв часовий німий фільм «Примхливий» (Bu'a l-hawas), який обійшовся в 30 000 ріалів. Попри офіційну підтримку цей фільм також не зміг конкурувати з «Дівчиною-луркой», але став тим не менш класичним, оскільки в ньому вперше з'явилася тема, що стала однією з наріжних в іранському кінематографі: протиставлення працьовитого, доброго і бідного селянина багатому і злому жителю міста.

### Звукове кіно

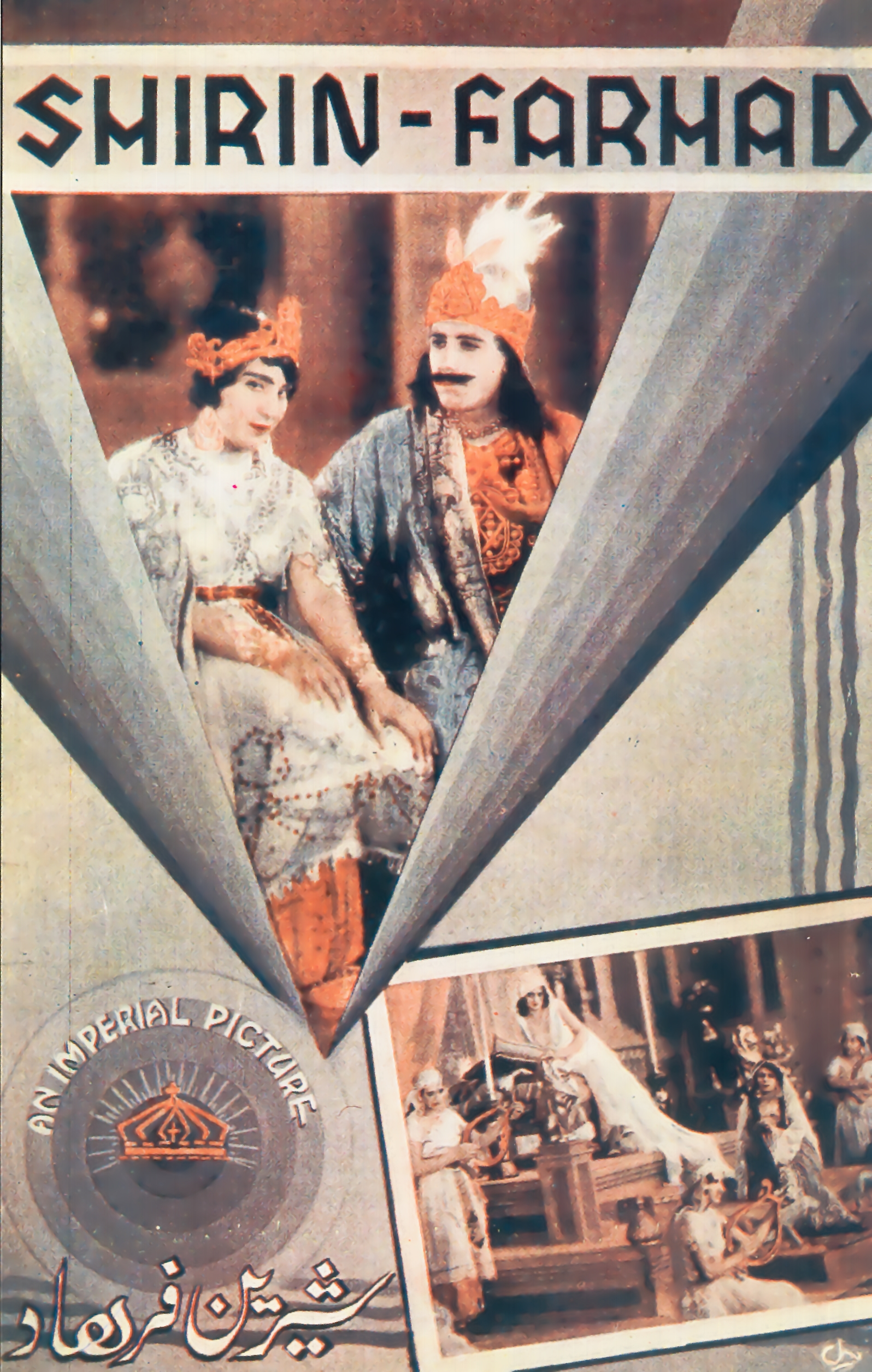
Афіша фільму Ширін і Фархад, реж. Абдольхоссейн Сепанта, 1935

«Дівчина-лурка» була знята в Бомбеї (Індія) на кіностудії Imperial Film Company зусиллями місцевого технічного персоналу і перських акторів. «Батьком» звукового кіно на фарсі вважається Абдольхоссейн Сепанта (1907-1969), який написав сценарій фільму і виконав у ньому головну чоловічу роль, а також захопився ідеєю створення звукового перського кіно індійського продюсера і режисера Ардешіра Ірані, народженого в Пуні в сім'ї зороастрійців. Успіх фільму був приголомшливим і ніяке німе кіно не могло конкурувати з «Дівчиною-луркой». Навіть сьогодні фільм зберігає наївну чарівність і непретенціозну щирість. Пізніше, на прохання перського міністерства освіти Сепанта екранізував біографію класика перської літератури Фірдоусі, а у 1935-1937 рр. зняв низку романтичних фільмів (у першу чергу найвідоміших екранізацій творів перської літератури), таких, як «Ширін і Фархад» (Shirin-o Farhād) і «Лейлі і Маджнун» (Leili-o Majnoun).
Успіх іраномовних фільмів Сепанти викликав невдоволення прокатників іноземних картин, що складали вже тоді впливове частку в Персії. Вони зуміли завадити подальшій кар'єрі Сепанти на батьківщині і той змушений був виїхати в Індію. До 1947 року в Ірані не було знято більше жодної художньої стрічки.

### Іранський післявоєнний кінематограф
Відродження іранського кіно після закінчення Другої світової війни багато в чому сприяв Ісмаїл Кушан (1915-1981), якого Жорж Садуль назвав «батьком іранської кіноіндустрії». У 1947 році Кушан виступив як продюсер фільму «Бурхливий вітер життя» (Tufān-e Zendegi), режисером якого став Алі Даріабі, який отримав кінематографічну освіту в Німеччині. Фільм не можна було назвати успішним, однак саме з нього почалася історія кінокомпанії Pars Films, яка була одним з лідерів іранського кіно до революції 1979 року. Кушан був дуже помітною фігурою в кінематографі Ірану цього періоду: його творча спадщина (і як режисера, і, особливо, як продюсера) надзвичайно багатогранно. Він створював і досить посередні псевдонародні фільми (такі як «Мати» (Mādar, режисер) або «Волоцюга» (Velgard, реж. Мехді Раїс Фіруз, обидва фільми 1952), масштабні історичні кінополотна: «Ага Мохаммад-хан» (Āqā Mohammad Khān, реж. Носрат-Аллат Мохташам, 1954) або «Амір Арсалан» (Amir Arsalān-e nāmdār, 1955), соціальна драма (Hifdah ruz be e'dām, реж. Ушанг Кавуши, 1956), сільська мелодрама (Bolbol-e mazra'a, 1957), трагікомедія (Shab-neshini dar jahanam, 1957), трилер (Chāhār rāh-e havādet, 1954 і Tufān dar shahr-e mā, 1958) і багато інших.
Дуже велике значення для розвитку іранського кінематографа мало створення (у грудні 1949 року) та діяльність Національного товариства іранського кіно і сінематеки(Kānūn-e mellī-e fīlm). Учасники клубу організували перші кінофестивалі в Ірані (фестиваль британських фільмів в 1950 році і фестиваль французького кіно в 1951 році). Неформальним лідером цієї кіноспільноти був Фарук Гаффарі (1921-2006), з 1950 року писав серйозні критичні статті (переважно в лівій пресі) під псевдонімом М. Мобарака. З 1951 по 1956 рр. він був асистентом Анрі Ланглуа у Французькій сінематеці і одночасно виконавчим секретарем Міжнародної федерації кіноархівів. У 1958 році Гаффарі зняв фільм «Південна частина міста» (Janūb-e šahr) про життя людей скромного достатку в Тегерані і діяльності вуличних молодіжних банд на півдні міста. Цей фільм, знятий у дусі неореалізму, викликав цензурну заборону в Ірані і одночасно став першим фільмом кінематографічної іранської «нової хвилі». У 1963 році Гаффарі поставив фільм «Ніч горбаня» (Šab-e qūzī), адаптувавши сюжет однієї з казок «Тисячі і однієї ночі» до сучасних йому реалій тегеранського суспільства. Цей фільм показали на Каннському кінофестивалі 1964 року.
Під впливом фільмів Гаффарі як кінорежисерів пробує себе цілий ряд іранських інтелектуалів: поет Ферейдун Рахнема (1936-1975) в 1967 році знімає експериментальний фільм «Сіявуш в Персеполісі» (Sīāvoš dar Taḵt-e Jamšīd), інший поет Форуг Фаррокзад (1935-1967) в 1962 році зняв короткометражну стрічку про прокажених «Будинок приречених» (Ḵāna sīāh ast). Ще одним цікавим досягненням іранського кінематографу цього періоду стала стрічка письменника Ібрагіма Голестана (нар. у 1922) «Цегла та дзеркало» (Ḵešt wa āyīna, 1965). Всі ці фільми активно демонструвалися за кордоном на кінофестивалях, отримали хороші відгуки в зарубіжній пресі, але в Ірані були зустрінуті досить холодно і в комерційному прокаті провалилися.

### Кінематограф нової хвилі в Ірані
1960-ті роки — це час прискореного розвитку іранської кіноіндустрії. Якщо в кінці попереднього десятиліття в країні вироблялося близько 25 повнометражних художніх фільмів, то до кінця 60-х років таких фільмів було вже 65. Восени 1964 року всередині Міністерства культури і мистецтва був створений відділ кіно, що дозволило централізувати кіновиробництво. Цьому ж відділу була передана цензура. Крім того, наприкінці 1950 — початку 1960-х рр. були створені: школа телебачення і кінематографії (Madreseh-ye āli-e televizion va sinemā) при Іранській Національній теле- і радіомовній корпорації; об'єднання іранської кінопромисловості (Ettehādiya-ye sanāye'-e film-e Irān); професійні спілки акторів, режисерів, дистриб'юторів і т. д. В 1958 році був урочисто відкритий національний кіноархів (Film-khāneh-ye melli-e Irān), у який надходили копії всіх іранських фільмів та іноземні кінострічки, які прокочувалися на території Ірану. В країні були засновані кілька кінофестивалів, зокрема в 1966 році Фестиваль фільмів для дітей в Тегерані (Festivāl-e beyn-ol-melali-e filmhā-ye kudakān va no-javānān). З 1966 по 1977 рр. кінематографічне відділення існувало в рамках фестивалю мистецтв (Jashn-e honar) в Ширазі. І нарешті, в 1969 році був оснований національний фестиваль кіно (Sepās). У той же час з критикою кінематографа і державної політики у галузі кінематографії виступає ряд іранських інтелектуалів (зокрема, Алі Шаріаті і Джалал Аль-е-Ахмад), незадоволених «прозахідної» орієнтацією Ірану і оголошеної шахом Мохаммедом Резою «білою революцією». Вони виступали з позицій захисту шиїзму і бачили в кінематографі насамперед засіб руйнування іранських національних культурних і релігійних традицій іноземцями (farhangiān).

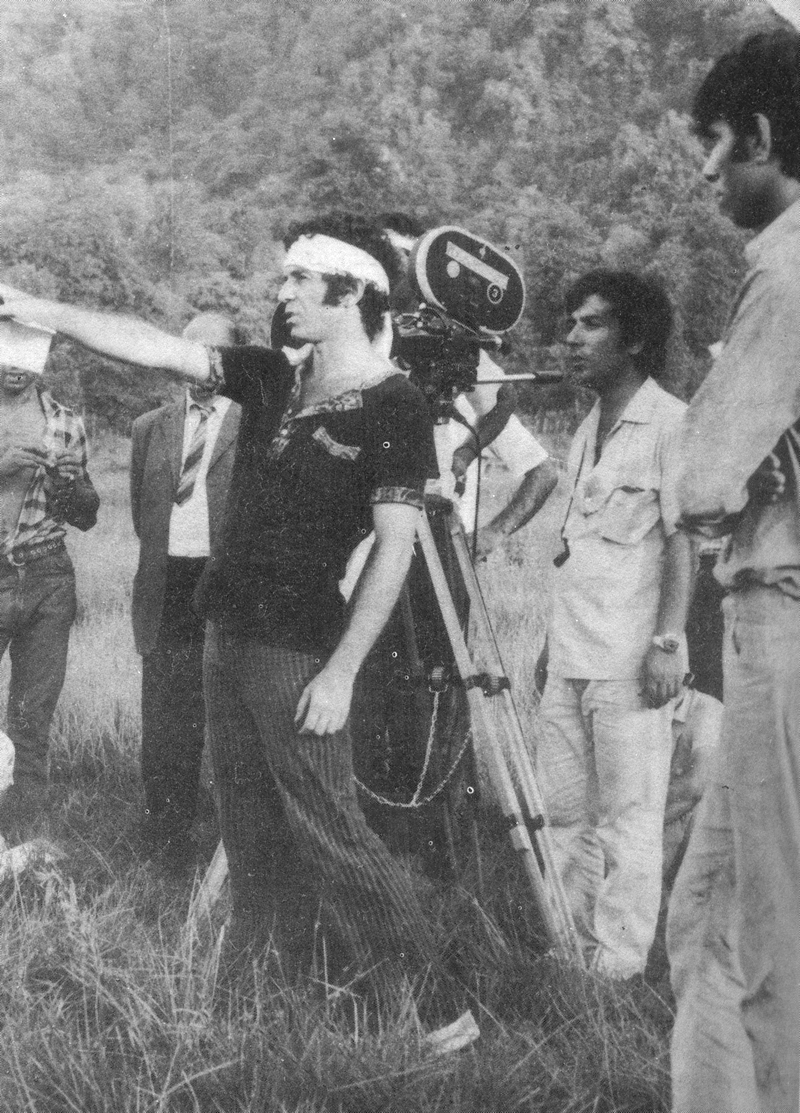
Дарьюша Мехрджуїна зніманні фільму Листоноша

Серйозною віхою в розвитку іранського кіно став 1969 рік, коли на екран вийшли відразу два фільми, які багато в чому змінили вектор розвитку національного кіномистецтва: драми Масуда Кіміаї «Гайшар» (Qeysar) і Дарьюша Мехрджуї «Корова» (Gāv). Обидва ці фільми, особливо кримінальну драму Кіміаї, супроводжував у прокаті значний комерційний успіх, а «Корова» за опитуваннями 1972 і 1998 років називалася іранськими кінокритиками найкращим фільмом, знятим в Ірані. Ця картина стала першим іранським фільмом, який переміг на міжнародному кінофестивалі (призи у Венеції і в Чикаго в 1971 р.).

### Кінематограф постреволюційного періоду
У наступні роки іранське кіно зазнало істотне зростання, і отримало широку популярність на міжнародних кінофестивалях протягом останніх двох десятиліть. Прийнято вважати, що післяреволюційний кінематограф поділяється на наступні п'ять категорій: фільми для дітей та юнацтва, драми, військово-революційне кіно, історичні фільми, аматорські і короткометражні картини. У фільмах розглядається повсякденне життя різних верств населення, сюжетні лінії переходять з картини в картину, але поставлені проблеми вирішуються по-новому. Серед видатних режисерів Ірану варто відзначити Аббаса Кіаростамі, Маджида Маджиді, Джафара Панагі, Мохсена Махмальбафа і його дочка Саміру Махмальбаф, Даріуша Мехрджуї, Ібрагіма Мохктарі.

## Кіноцензура в Ірані
Верховна рада ісламської культурної революції ввела заборону на показ іноземних фільмів, що пропагують світський спосіб життя, фемінізм, насильство, аморальну поведінку, зловживання наркотиками або алкоголем. Відповідати за втілення заборони в життя будуть чиновники іранського телебачення і міністерства культури. Хоча по іранському телебаченню ще показують іноземні фільми, вони проходять сувору цензуру на предмет сексуальних сцен, розпиття спиртних напоїв і неодягнених жінок.